# Pied-dans-la-porte
Le pied-dans-la-porte (traduction littérale de l'anglais « foot-in-the-door » mais traduit également en « doigt dans l'engrenage » ou encore phénomène du premier pas) est une technique de manipulation décrite par les psychologues sociaux. Elle consiste à faire une demande peu coûteuse qui sera vraisemblablement acceptée, suivie d'une demande plus coûteuse. Cette seconde demande aura plus de chance d'être acceptée si elle a été précédée de l'acceptation de la première, qui crée une sorte de « palier » et un phénomène d'engagement.
Le principe de cette procédure étant qu'un acte peu coûteux obtenu dans un premier temps (acte préparatoire) prédispose l'individu à accepter plus favorablement une requête ultérieure bien plus coûteuse.
Le coût de l’acte étant estimé selon le niveau d’investissement en temps, selon l’effort cognitif de l’acte, selon la somme d’argent en jeu, etc. Le comportement final attendu est accepté dans une proportion supérieure à celle que l’on obtiendrait comparativement à une requête formulée directement (sans acte préparatoire).

## Expériences princeps
Jonathan Freedman et Scott Fraser ont, en 1966, effectué la première recherche expérimentale ayant mis en évidence les effets de cette technique d’influence par requêtes successives.
L’expérimentation portait sur une population de ménagères américaines. Ces dernières devaient recevoir à leur domicile une équipe d’enquêteurs composés de cinq ou six individus qui avait pour mission de répertorier les produits domestiques afin d’étudier les habitudes de consommation des ménages américains. Le nom des ménagères était pris au hasard dans l’annuaire téléphonique. Dans la condition de contrôle, les enquêteurs prévenaient la ménagère que l’enquête serait relativement longue, environ deux heures, et qu’ils devaient avoir toute la latitude d’action nécessaire pour accéder aux différentes pièces et zones de rangement du domicile afin d’établir la liste exhaustive des produits de consommation s’y trouvant. Dans cette condition 22,2 % des ménagères acceptèrent la requête. Dans une des conditions expérimentales, l’acte préparatoire consistait à faire une courte enquête téléphonique en posant aux ménagères 8 questions anodines sur leurs habitudes de consommation. Après un délai de trois jours l’enquêteur reprenait un contact téléphonique avec la ménagère qui avait répondu au questionnaire pour lui soumettre la demande finale. Dans cette condition, le taux d’acceptation est passé à  52,8 %.
Ces résultats confirmaient l’hypothèse selon laquelle « quand une personne a été amenée à se soumettre à une petite requête, elle est plus susceptible de se soumettre à une requête plus importante »
Dans une autre expérience concernant la sensibilisation à la sécurité routière (thématique socialement et moralement plus valorisable, permettant un meilleur niveau d’attribution interne), Freedman et Fraser ont obtenu des effets encore plus significatifs. Il s’agissait de faire accepter à des propriétaires de maisons individuelles, disposant d’un jardin à proximité d’une route, d’implanter un panneau de grande dimension (deux mètres sur trois) portant le message « conduisez prudemment » pour un supposé service public d’information de sécurité routière. Dans la condition de contrôle, la requête était formulée directement (c.-à-d. sans acte préparatoire) en faisant l’usage d’un discours persuasif. Dans la condition expérimentale, l’acte préparatoire consistait à demander au sujet (c.-à-d. 127 propriétaires de Palo Alto en Californie) d’accepter de mettre un petit autocollant sur leur voiture ou sur la porte de leur résidence. Cet autocollant portait le message « be a safe driver » ("Soyez un conducteur prudent"). Deux semaines plus tard l’expérimentateur reprenait contact avec les propriétaires et leur formulait la requête cible. Dans la condition de contrôle le taux d’acceptation était de 16,7 %. Dans la condition avec l’acte préparatoire, le taux d’acceptation est de 76 %.

## Expérience
Dans leur Petit traité de manipulation à l'usage des honnêtes gens, les psychologues sociaux français Jean-Léon Beauvois et Robert-Vincent Joule détaillent les expériences qui ont été menées sur des campus universitaires pour mettre en évidence la réalité de ces phénomènes : 
- un groupe d'étudiants a reçu la consigne de stopper l'usage du tabac pendant toute une journée. Puis pendant plusieurs jours ;
- un autre groupe d'étudiants a reçu directement la consigne de stopper leur consommation de cigarettes pendant plusieurs jours.

Les individus du premier groupe sont en moyenne plus enclins à accepter la sollicitation d'arrêter de fumer pendant plusieurs jours que les individus du second groupe.
Les étudiants du premier groupe sont entrés dans un processus d'engagement qui rend le refus de la seconde sollicitation plus difficile. Les chercheurs ont montré que le sentiment de liberté de choix permet d'augmenter la puissance du phénomène. Les étudiants se sont ainsi sentis obligés de continuer alors que rien en soi ne les y obligeait : ils ont donc perdu sans s'en rendre compte une part d'esprit critique.